# 塞米亚纳
塞米亚纳（義大利語：Semiana），是意大利帕维亚省的一个市镇。总面积9平方公里，人口251人，人口密度27.9人/平方公里（2009年）。国家统计（ISTAT）代码为018148。